# Чаплиці (Підляське воєводство)
Чаплиці (пол. Czaplice) — село в Польщі, у гміні Ломжа Ломжинського повіту Підляського воєводства.
Населення — 219 осіб (2011).
У 1975-1998 роках село належало до Ломжинського воєводства.

## Демографія
Демографічна структура станом на 31 березня 2011 року:
|          | Загалом | Допрацездатний вік | Працездатний вік | Постпрацездатний вік |
| -------- | ------- | ------------------ | ---------------- | -------------------- |
| Чоловіки | 114     | 26                 | 73               | 15                   |
| Жінки    | 105     | 32                 | 50               | 23                   |
| Разом    | 219     | 58                 | 123              | 38                   |